# Walter V. von Châtillon
Walter V. von Châtillon (auch Gaucher; * wohl 1249; † 1329) war Herr von Châtillon, Graf von Porcéan und Connétable von Frankreich.
Er war der Sohn von Walter IV. von Châtillon und Isabella von Villehardouin, genannt Isabella von Lesignies, und der Enkel von Hugo I. von Châtillon, Graf von Blois und Saint-Pol.

## Leben
Er war einer der wichtigsten Berater sowohl von Johanna I., Königin von Navarra und Gräfin von Champagne, als auch ihres Sohnes Ludwig, des späteren französischen Königs. 1286 wurde er zum Connétable der Champagne ernannt.

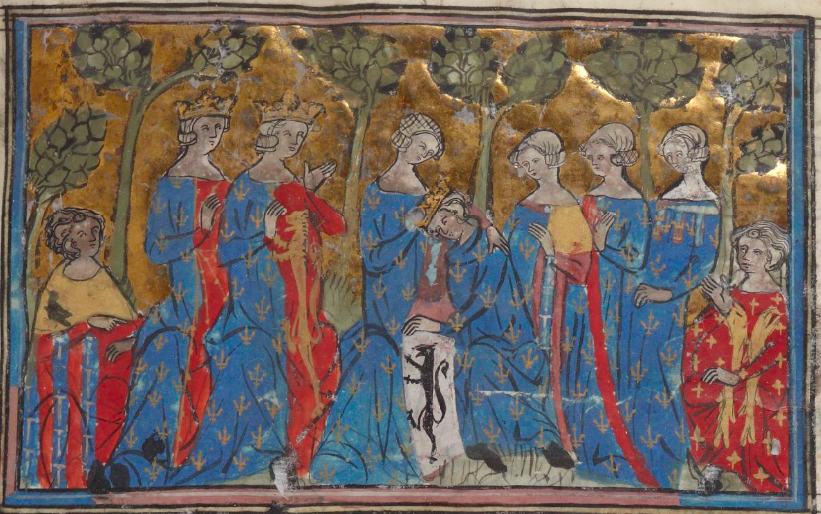
König Philipp IV. von Frankreich im Kreis seines Hofes. Links außen Walter von Châtillon, rechts außen sein Amtsvorgänger Raoul de Clermont. Darstellung aus dem späten 13. Jahrhundert.

1297 führte er die französische Armee gegen Heinrich III., Graf von Bar, den Verbündeten des Grafen von Flandern. Er nahm am Feldzug gegen Kortrijk und an der Sporenschlacht am 8. Juli 1302 teil und wurde anschließend zum Connétable von Frankreich ernannt. Beim französischen Sieg bei Mons-en-Pévèle am 18. August 1304 spielte er eine herausragende Rolle.
Walter häufte ein enormes Vermögen in Form von Ländereien und königlichen Renten an und stieg damit zu fürstlichem Rang auf. Er ist einer der Vertreter der Gräfin Mathilde von Artois bei dem Ehevertrag ihrer Tochter Blanka mit dem zukünftigen König Karl IV. Er trat Châtillon und Crécy an den König ab und kaufte 1302 die Grafschaft Château-Porcien. Zahlreiche diplomatische Missionen wurden ihm anvertraut. 1307 ließ er den zukünftigen Ludwig X. in Pamplona zum König von Navarra krönen, vermittelte den Frieden zwischen Karl von Valois und Johann I. von Namur zum Besitz der Grafschaft Namur, und nahm an mehreren Verhandlungen mit England teil. Als Vertrauter Königs Philipps VI. leitete er die Verhandlungen der Jahre 1325 und 1326. 1328 kommandierte er ein Armeekorps in der Schlacht bei Cassel.

## Ehe und Nachkommen
Er heiratete 1276 in erster Ehe Isabella von Dreux (* 1249; † 19. April 1300), Tochter von Robert I. von Dreux, Vizegraf von Beu und Châteaudun, Herr von Nesles und Longueville. Ihre Kinder waren:
- Walter II. († 1325), Graf von Porcéan ⚭ Margarethe von Dampierre, Tochter von Johann II. und Margarethe von Brienne (Haus Dampierre);
- Johann I. († 1363), Großmeister von Frankreich, 1333 Herr von Châtillon, Crécy, etc., ⚭ (1) Alienor de Roye († vor 1333), ⚭ (2) Isabelle de Montmorency († nach 1341), ⚭ (3) Johanna von Sancerre († nach 1353);
- Hugo († 1336) de iure uxoris Vizegraf von Laon ⚭ Maria von Clacy, Erbin der Vizegrafschaft Laon († nach 1352);
- Guido († 1362) Herr von Fère-en-Tardenois ⚭ Maria von Lothringen, Tochter von Theobald II., Herzog von Lothringen;
- Maria ⚭ Guichard V. von Beaujeu († 1331);
- Johanna († 1354) ⚭ Walter V. von Brienne, Graf von Brienne, Herzog von Athen;
- Isabella, Äbtissin von Notre-Dame in Soissons.

In zweiter Ehe heiratete er im Februar 1301 Hélisende de Vergy († 1312), Tochter von Jean de Vergy, Herr von Fouvent (Haus Vergy), und Marguerite de Noyers, Witwe von Heinrich II., Graf von Vaudémont. In dritter Ehe heiratete er im März 1313 Isabelle de Rumigny († 1322), Tochter von Hugo II. und Witwe von Theobald II., Herzog von Lothringen. Diese beiden Ehen blieben kinderlos. Walter von Châtillon wurde in der Abtei Pont-aux-Dames bestattet.